# هانیس دوبی
هانیس دوبی (انگلیسی: Hannes Daube؛ ‎/ˈhʌnɪs ˈdoʊbeɪ/‎ HUN-iss DOH-bay; زادهٔ ۵ ژانویهٔ ۲۰۰۰) بازیکن واترپلو اهل ایالات متحده آمریکا است. 
وی در مسابقات کشوری و بین‌المللی در مجموع برندهٔ ۲ مدال طلا، ۲ مدال برنز شده است.